# 2e étape du Tour d'Espagne 2011
La 2e étape du Tour d'Espagne 2011 s'est déroulée le dimanche 21 août 2011. La Nucía est la ville de départ et Playas de Orihuela est la ville d'arrivée. Il s'agit d'une étape de plaine sur 174 kilomètres.
La victoire revient au sprint à l'Australien Christopher Sutton (Team Sky). L'Italien Daniele Bennati (Team Leopard-Trek), sixième de l'étape endosse le maillot rouge de leader.

## Profil de l'étape
L'étape est essentiellement plate, à l'exception notable de l'Alto de Relleu, col de troisième catégorie dans la province d'Alicante.

## Classement de l'étape
|    | Coureur            | Pays       | Équipe             | Temps | Temps           |
| -- | ------------------ | ---------- | ------------------ | ----- | --------------- |
| 1  | Christopher Sutton | Australie  | Team Sky           | en    | 4 h 11 min 41 s |
| 2  | Vicente Reynés     | Espagne    | Omega Pharma-Lotto | +     | m.t.            |
| 3  | Marcel Kittel      | Allemagne  | Skil-Shimano       |       | m.t.            |
| 4  | Tyler Farrar       | États-Unis | Garmin-Cervélo     |       | m.t.            |
| 5  | Matti Breschel     | Danemark   | Rabobank           |       | m.t.            |
| 6  | Daniele Bennati    | Italie     | Team Leopard-Trek  |       | m.t.            |
| 7  | Enrico Gasparotto  | Italie     | Astana             |       | m.t.            |
| 8  | Lloyd Mondory      | France     | AG2R La Mondiale   |       | m.t.            |
| 9  | Luca Paolini       | Italie     | Team Katusha       |       | m.t.            |
| 10 | John Degenkolb     | Allemagne  | Team HTC-Highroad  |       | m.t.            |

## Classement général
|    | Coureur          | Pays      | Équipe              |    | Temps           |
| -- | ---------------- | --------- | ------------------- | -- | --------------- |
| 1  | Daniele Bennati  | Italie    | Team Leopard-Trek   | en | 4 h 28 min 11 s |
| 2  | Jakob Fuglsang   | Danemark  | Team Leopard-Trek   | +  | 0 s             |
| 3  | Maxime Monfort   | Belgique  | Team Leopard-Trek   |    | 0 s             |
| 4  | Thomas Rohregger | Autriche  | Team Leopard-Trek   |    | 0 s             |
| 5  | Peter Sagan      | Slovaquie | Liquigas-Cannondale |    | 4 s             |
| 6  | Vincenzo Nibali  | Italie    | Liquigas-Cannondale |    | 4 s             |
| 7  | Eros Capecchi    | Italie    | Liquigas-Cannondale |    | 4 s             |
| 8  | Valerio Agnoli   | Italie    | Liquigas-Cannondale |    | 4 s             |
| 9  | Damiano Caruso   | Italie    | Liquigas-Cannondale |    | 4 s             |
| 10 | John Degenkolb   | Allemagne | Team HTC-Highroad   |    | 10 s            |

## Classements annexes

### Classement par points
|   | Cycliste           | Pays      | Équipe             | Points |
| - | ------------------ | --------- | ------------------ | ------ |
| 1 | Christopher Sutton | Australie | Team Sky           | 25     |
| 2 | Vicente Reynés     | Espagne   | Omega Pharma-Lotto | 20     |
| 3 | Marcel Kittel      | Allemagne | Skil-Shimano       | 16     |

### Classement du meilleur grimpeur
|   | Cycliste      | Pays      | Équipe             | Points |
| - | ------------- | --------- | ------------------ | ------ |
| 1 | Paul Martens  | Allemagne | Rabobank           | 3      |
| 2 | Jesús Rosendo | Espagne   | Andalucía-Cajasur  | 2      |
| 3 | Adam Hansen   | Australie | Omega Pharma-Lotto | 1      |

### Classement du combiné
|   | Cycliste      | Pays      | Équipe             | Points |
| - | ------------- | --------- | ------------------ | ------ |
| 1 | Jesús Rosendo | Espagne   | Andalucía-Cajasur  | 137    |
| 2 | Paul Martens  | Allemagne | Rabobank           | 148    |
| 3 | Adam Hansen   | Australie | Omega Pharma-Lotto | 173    |

### Classement par équipes
|   | Équipe              | Pays       | Temps | Temps            |
| - | ------------------- | ---------- | ----- | ---------------- |
| 1 | Team Leopard-Trek   | Luxembourg | en    | 12 h 51 min 33 s |
| 2 | Liquigas-Cannondale | Italie     | +     | 4 s              |
| 3 | Astana              | Kazakhstan |       | 10 s             |

## Abandon
- Matthew Goss (Team HTC-Highroad) : problèmes gastriques